# Krisis
Krisis es un conjunto del Carnaval en Uruguay que pertenece a la categoría Revistas. Dicho conjunto fue creado en 2011 por parte de la Productora Artística 3.er Drama, compuesta (entre otros) por Andrés Papaleo, Emiliano Duarte, Rosina Piovani, Victoria Vera, entre otros. El conjunto se encuentra inscrito en DAECPU, con la dirección responsable de Emiliano Duarte.

## Historia
Durante el 2011, en Uruguay se celebró el Bicentenario de Uruguay. Durante el mismo, se sucedieron diversas actividades culturales, entre las cuales se encontró "Friendly Flashback: La historia la creas vos", la cual fue llevada a cabo por la productora artística 3.er Drama. Como consecuencia del éxito de dicha intervención urbana, decidieron aprovechar el elenco, textos y concepto de este espectáculo para presentar un conjunto que compitiera en el Concurso Oficial del Carnaval Uruguayo dentro de la Categoría Revistas.

## Participaciones en el Concurso Oficial
| Año  | Puesto logrado                  | Título                    | Menciones |
| ---- | ------------------------------- | ------------------------- | --- |
| 2012 | 5.º puesto                      | El Tricentenario          | Mejor letrista de Revistas (Emiliano Duarte, Andrés Papaleo y Victoria Vera) Revelación del Carnaval (Natalia Casanova)[1] |
| 2013 | No superó la prueba de admisión | Romeo y Julieta           | |
| 2015 | 5.º puesto                      | Selfie (Amor a uno mismo) | |

## Posiciones
| 2012 | 2013 | 2014 | 2015 |
| ---- | ---- | ---- | ---- |
| 5.º  | n/a  | ---  | 5.º  |

     No accedieron a la Liguilla
n/a = No pasaron la prueba de admisión.

## Elencos

### Carnaval 2012
- Dirección Responsable del Conjunto: Emiliano Duarte
- Dirección Artística: Andrés Papaleo y Emiliano Duarte

#### Técnicos
- Textos: Andrés Papaleo, Emiliano Duarte y Victoria Vera.
- Letras de canciones: Alberto Conejero, Emiliano Duarte, Diego Melano, Yandira Castro, Gonzalo Fletcher
- Puesta en escena Andrés Papaleo y Emiliano Duarte.
- Coreografía: Pablo Conca, Jorge Vidal.
- Dirección musical: Banda de Músicos de Revista Krisis.
- Iluminación: Diego Viera.
- Vestuario: Luciana Abella, Tatiana Ardanz.
- Escenografía: Dante Alfonso, Noelia Silvera, Lucía Pérez.
- Sonido: Pablo Fernández.
- Maquillaje: Natacha Magano
- Peluquería: Líber Luna

#### Componentes
- Actores: Ignacio Duarte, Mauricio Chiessa, Emiliano Duarte, Natalia Casanova, Gabriela Vázquez.
- Cantantes: Yandira Castro, María Victoria "Potty" Bancalá, Daniela Gómez, Carlos Rompani, Gonzalo Fletcher.
- Bailarines: Daniela Zipitría, Mariana Di Landro, Victoria De Mello, Adalí Sastre, Alejandra Scasso, Federico Fatigatti, Luis Reymunde, Jorge Vidal, Pablo Conca, Álvaro Sánchez.
- Músicos: Mario de los Santos (Trombón), Gabriel Ferragut (Bajo), Rodrigo Goday (Guitarra), Denis Dorrego (Saxo), Facundo Cerón (Batería), Germán Gorostiaga (Percusión), Venancio Ramírez (teclado), Nicolás Padilla, Eduardo Maedana.

### Carnaval 2015
- Dirección Responsable del Conjunto: Emiliano Duarte
- Dirección Artística: Andrés Papaleo y Emiliano Duarte

#### Técnicos
- Textos: Andrés Papaleo, Emiliano Duarte y Victoria Vera.
- Letras de canciones: Álvaro Pérez.
- Puesta en escena Fernando Vannet,Andrés Papaleo y Emiliano Duarte.
- Coreografía: Pablo Conca, Daniela Zipitría, Mariana Di Landro, Andrés Falcone, María Eugenia Vaz, Eugenia Malcom, Leandro Gelpi, Jorge Vidal, Santiago Duarte.
- Dirección musical: Álvaro Pérez.
- Iluminación: Martín Blanchet.
- Vestuario: Grupo Tissora.
- Escenografía: Lucía Tayler y Jimena Ríos.
- Sonido: Pablo Avellino y Ulises Rivas.
- Producción Ejecutiva: Diego Acosta, Magdalena Long, Diego Novelle, Rosina Piovani, Adrián Russo. 3.er Drama y "Il Tempo"

#### Componentes
- Actores: Federico Longo, Fernando Vannet, Mauricio Chiessa, Emiliano Duarte, Lucia Quinteiro.
- Cantantes: Fabián González, Gonzalo Fletcher, Lucrecia Ocampo, Lucia Quinteiro (Para el Concurso Oficial). Yessica Agustoni y Fernando Vannet (Para la prueba de Admisión)
- Bailarines: Daniela Zipitría, Mariana Di Landro, María Eugenia Vaz, Magdalena Durán, Fiorella Viera, Gimena Chiazzaro, Facundo Devita, Claudio Acosta, Andrés Falcone, Leandro Gelpi, Mauricio Paz, Matías Soria. Pablo Conca (Para la prueba de Admisión)
- Músicos: Ana Laura Sellanes (saxo), Guillermo Hernández (trombón), Victorio Cutinella (percusión), Pablo Brown (teclado), Gastón Velázquez (clarinete), Diego Souza (batería), Mauricio García (bajo), Gonzalo Varela (guitarra), Mathías García (timbales), Álvaro Pérez (guitarra, percusión).